# Reformierte Kirche Thusis

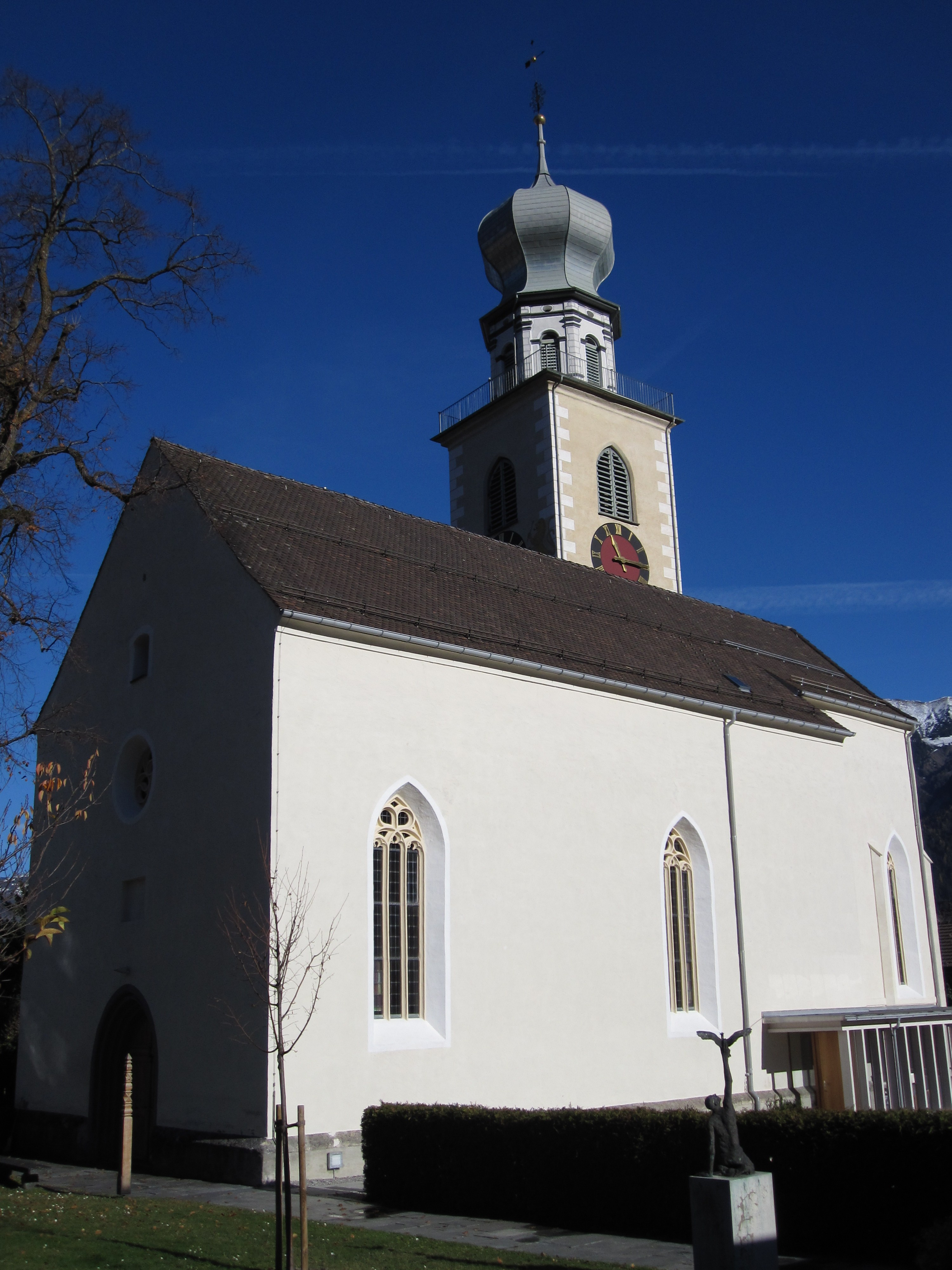
Aussenansicht

Die reformierte Kirche in Thusis im Kanton Graubünden ist ein denkmalgeschütztes evangelisch-reformiertes Gotteshaus.

## Geschichte
Die spätgotische Kirche wurde in vorreformatorischer Zeit von 1491 bis 1506 durch Andreas Bühler errichtet. In den Jahren 1792, 1814, 1905, 1956 und 2008 wurde sie Renovierungen unterzogen. Der Turm schliesst nördlich an die Kirche an, er stammt aus dem Jahr 1727. Die 2002 durch Feuer schwer beschädigte Zwiebelhaube wurde originalgetreu rekonstruiert.

## Ausstattung
Die Kanzel stammt aus der Zeit der Bündner Wirren von 1628. Im südlichen Anbau steht eine nicht mehr im Gebrauch befindliche Taufschale im Barockstil.
Die Orgel mit Fünffachprospekt steht linksseitig vor dem Chor. Sie stammt von Metzler Orgelbau und datiert auf das Jahr 1956. Sie verfügt über 20 Register auf zwei Manualen und Pedal.
Nach dem Wiederaufbau der Zwiebelhaube wurde der Turm mit fünf neuen Glocken aus dem Hause H. Rüetschi ausgestattet, welche 2002 in Aarau gegossen wurden. Sie erklingen in den Tönen cis, e, gis, h, cis und bilden somit ein Moll-Dur-Motiv.

## Persönlichkeiten
Von 1784 bis 1848, so lange wie kein anderer reformierter Geistlicher seit Bestehen der Bündner Synode, amtete Leonhard Truog in Thusis.

## Kirchliche Organisation
Thusis gehört als eigenständige Kirchgemeinde zur Evangelisch-reformierten Landeskirche Graubünden.

## Galerie

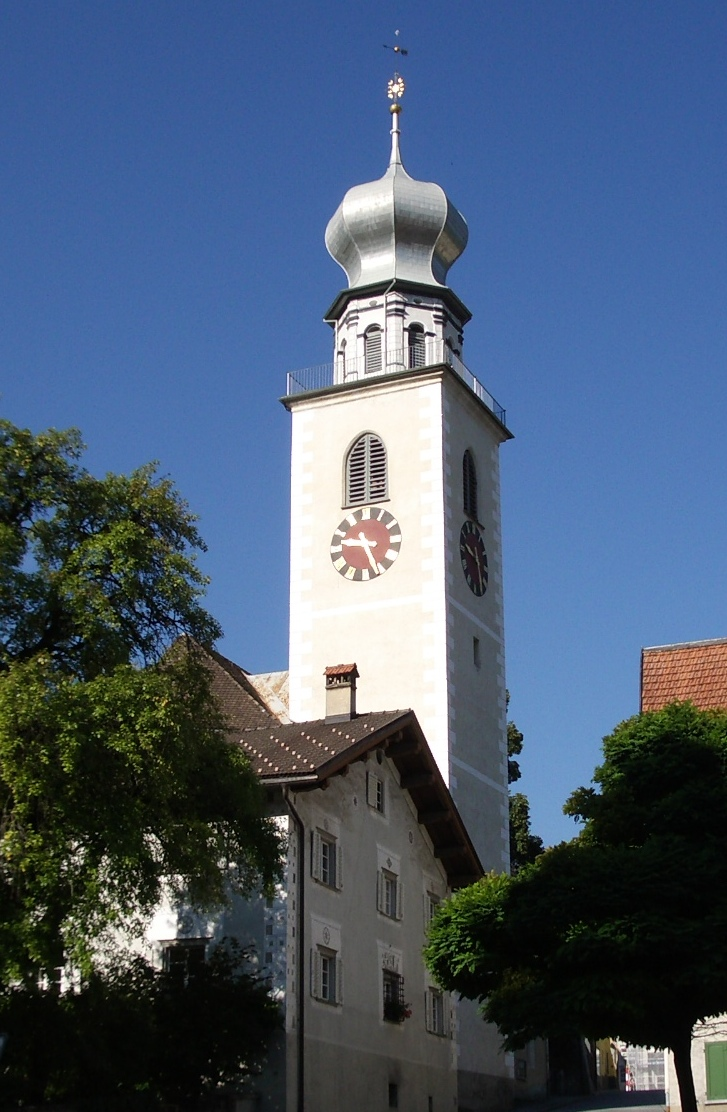
Kirchturm der reformierten Kirche
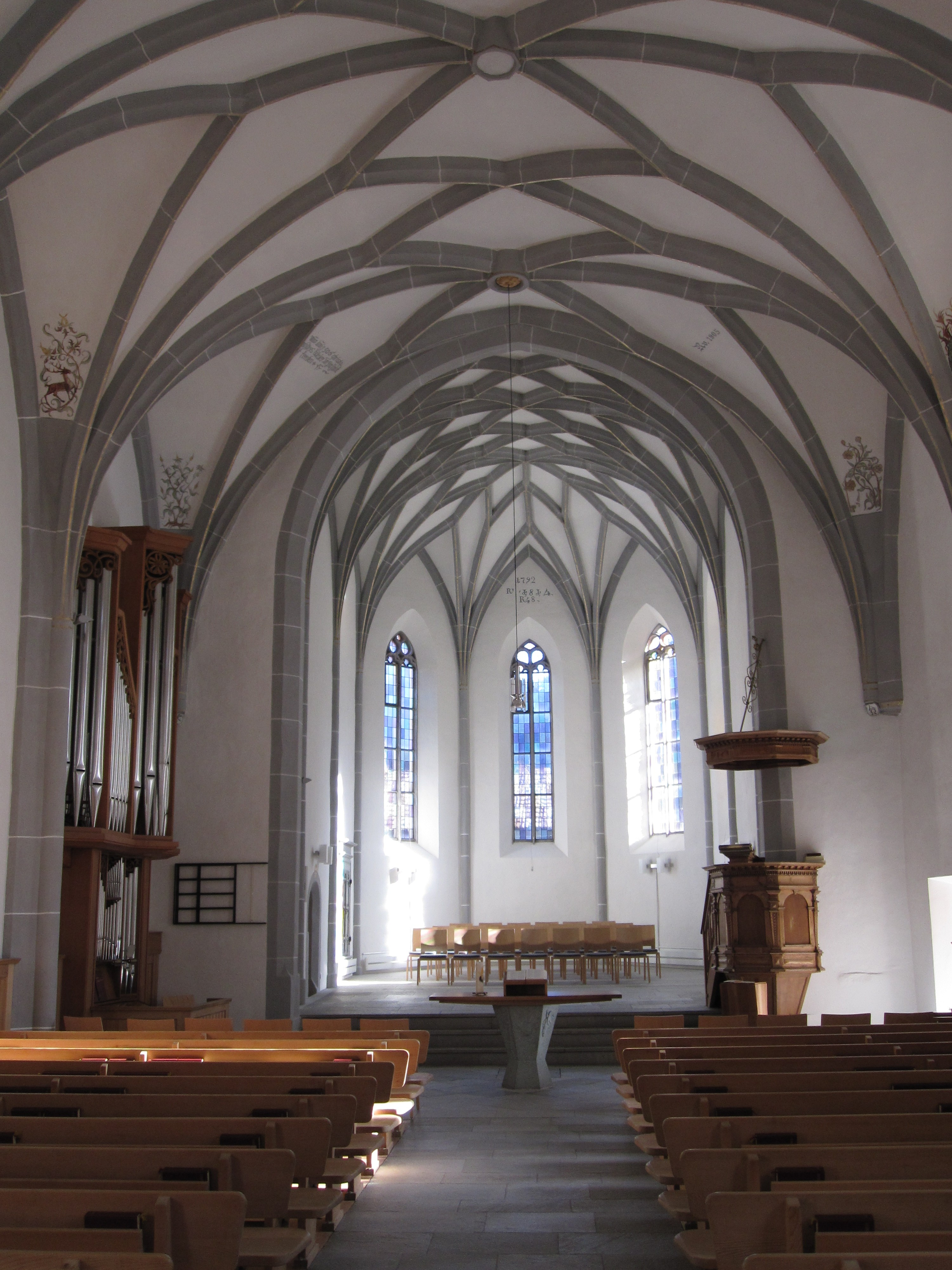
Innenansicht
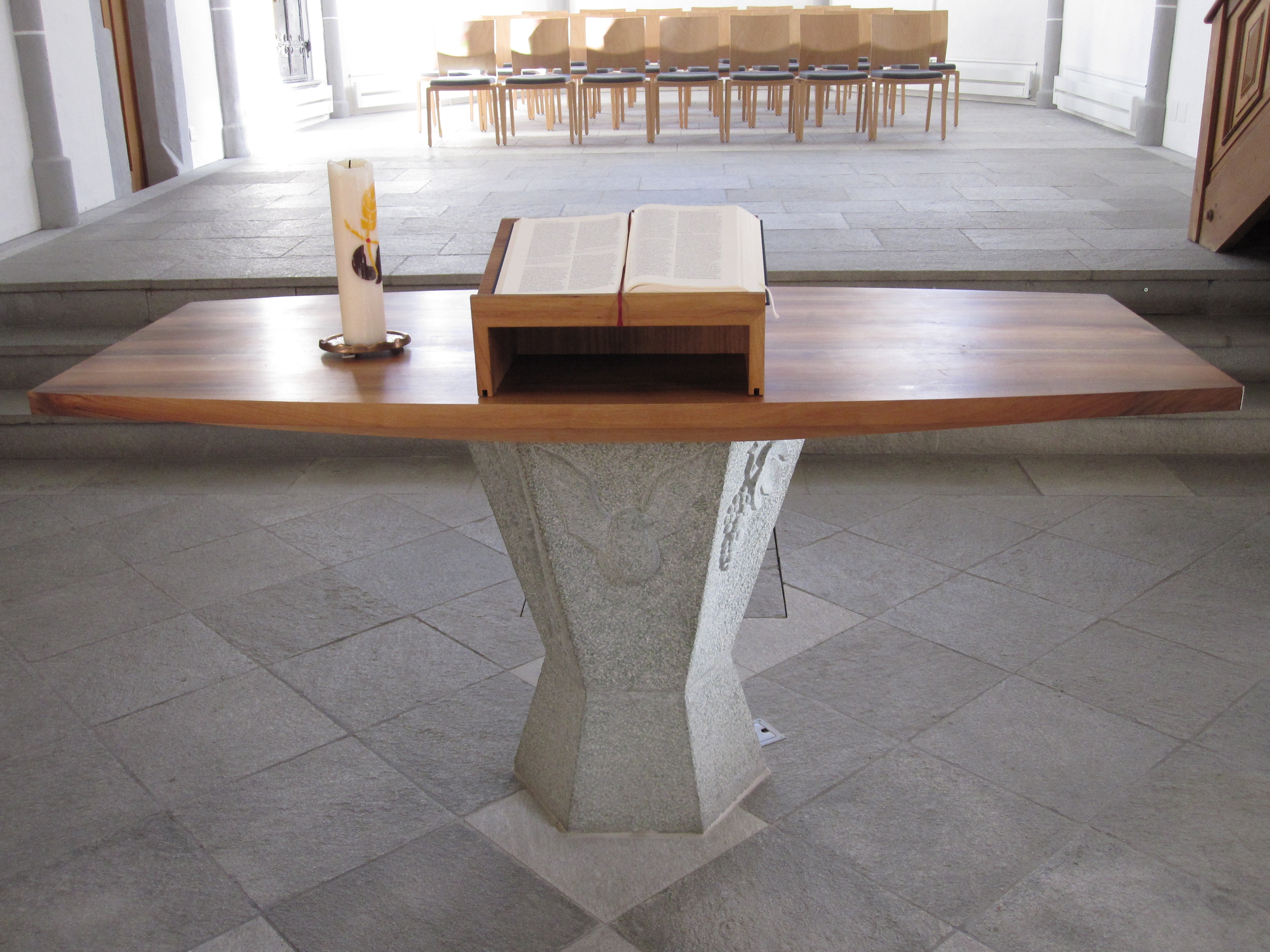
Taufstein und Abendmahlstisch
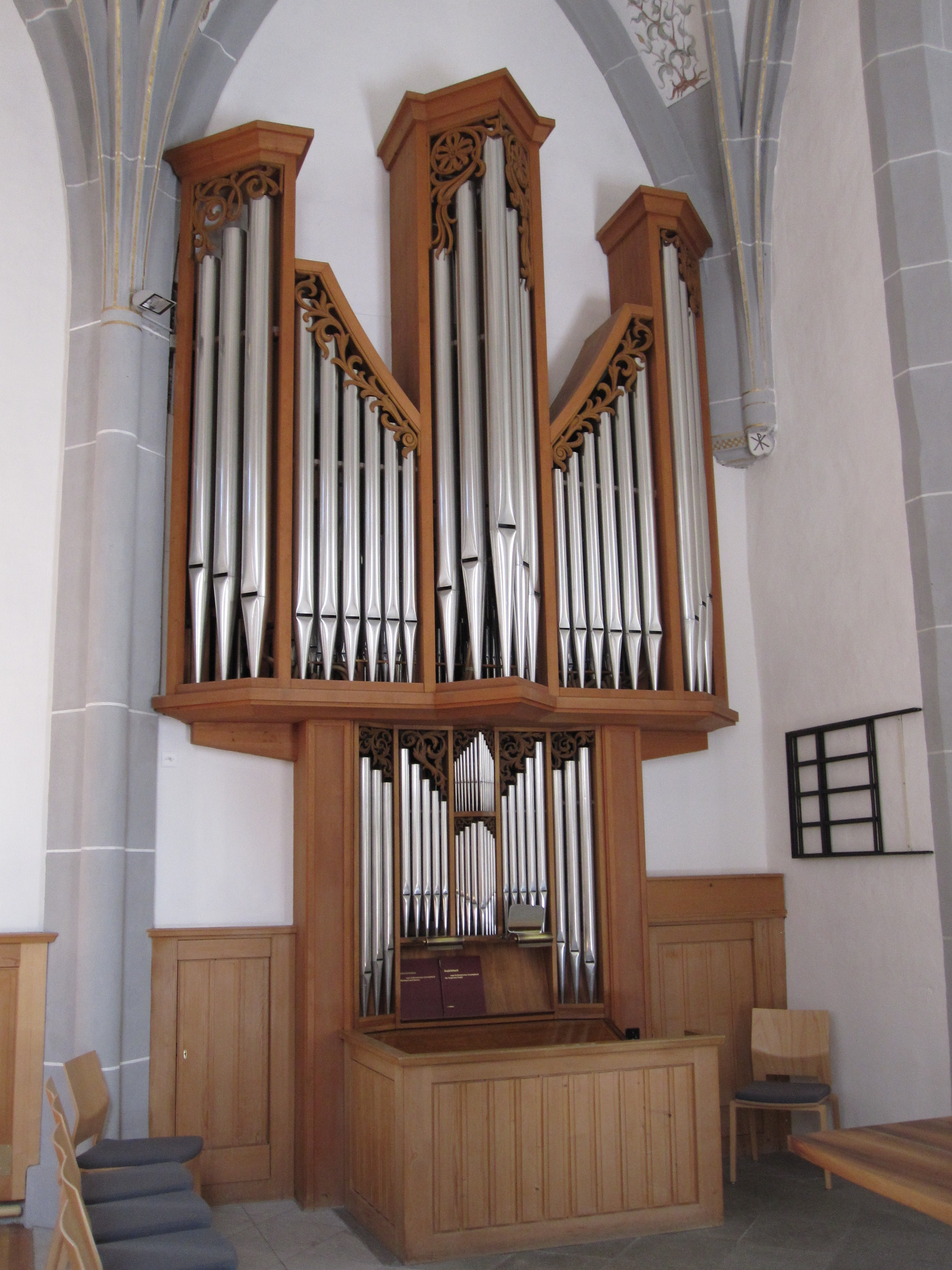
Orgel
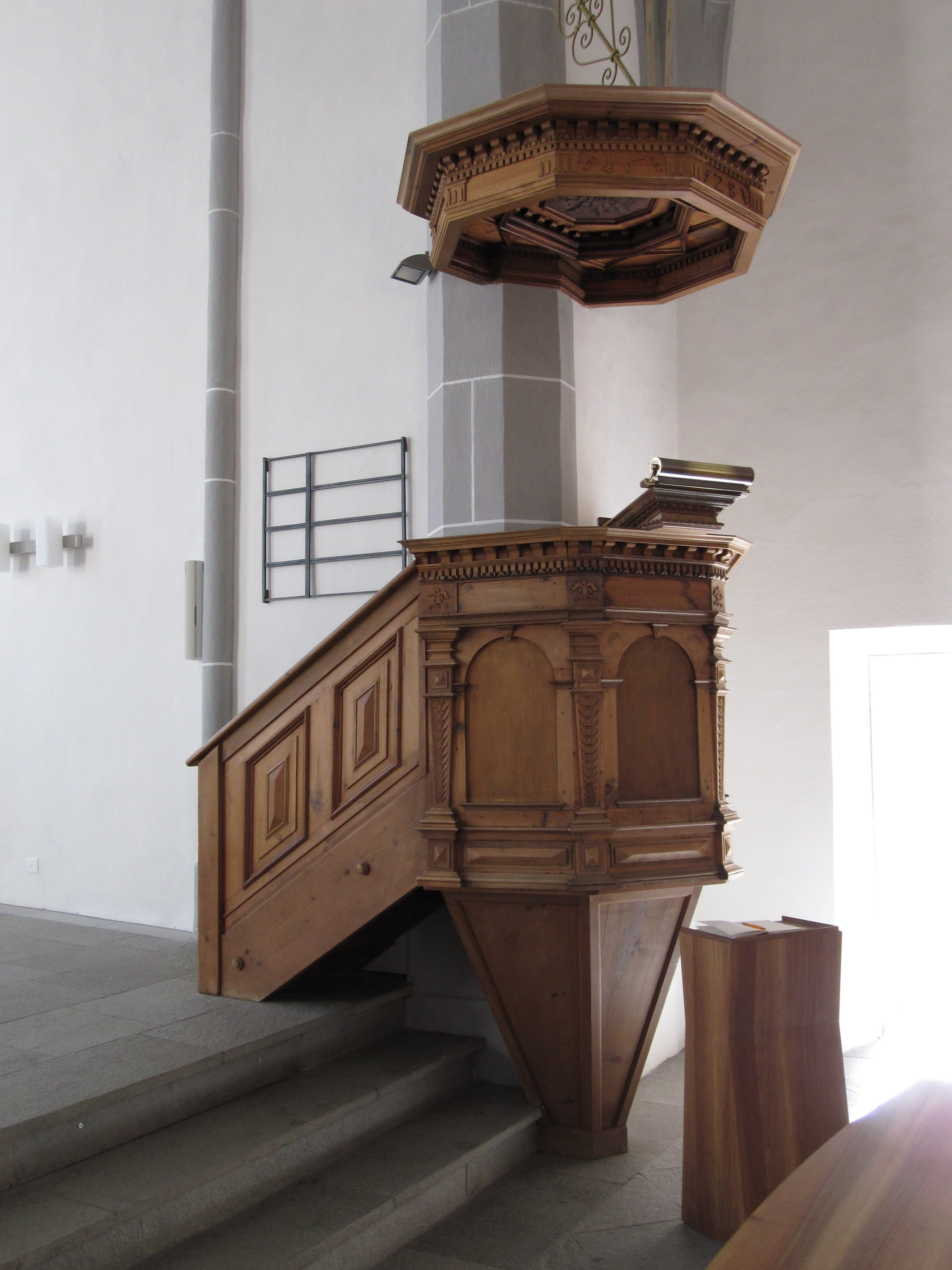
Kanzel
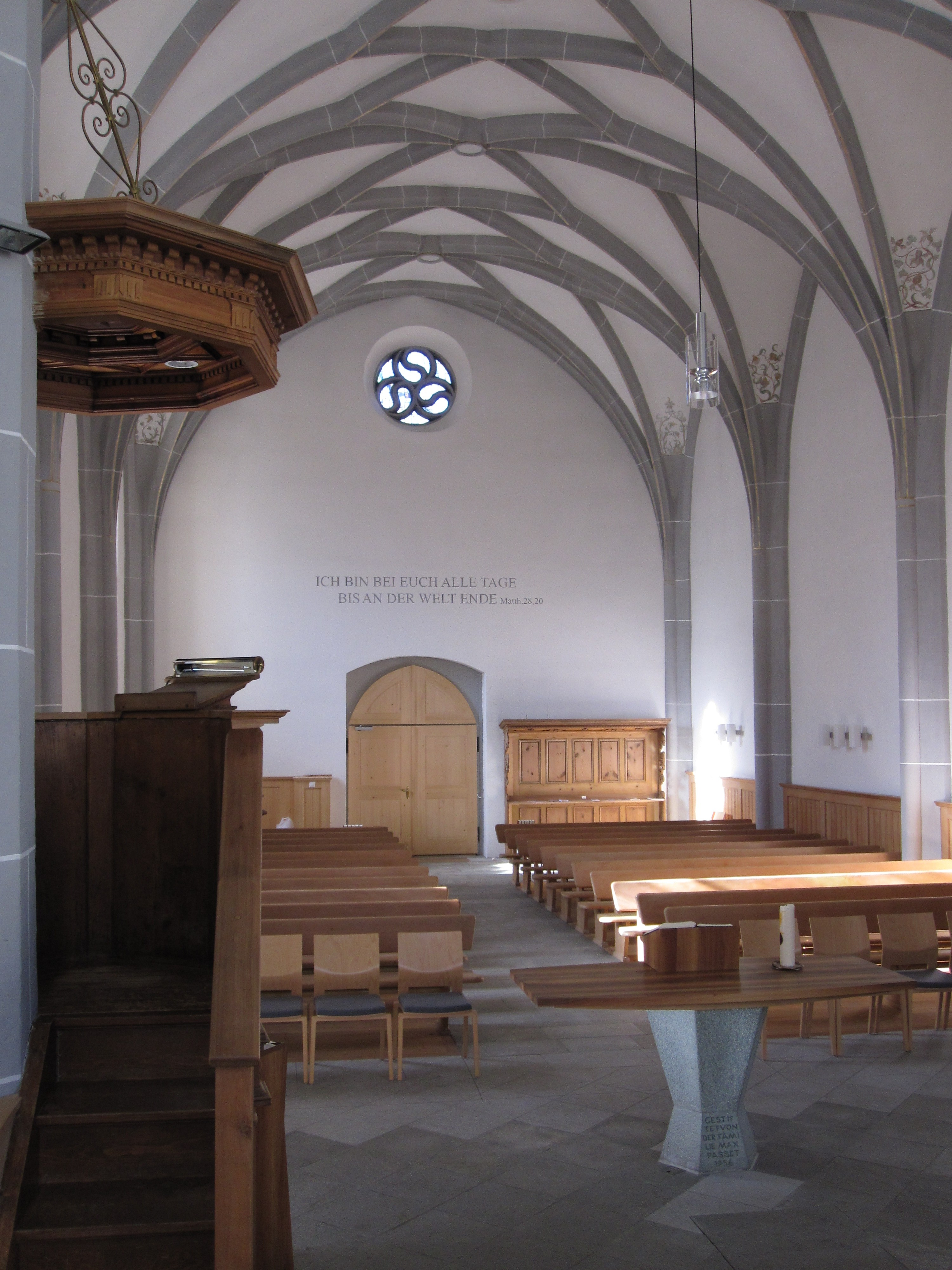
Blick aus dem Chor in das Schiff
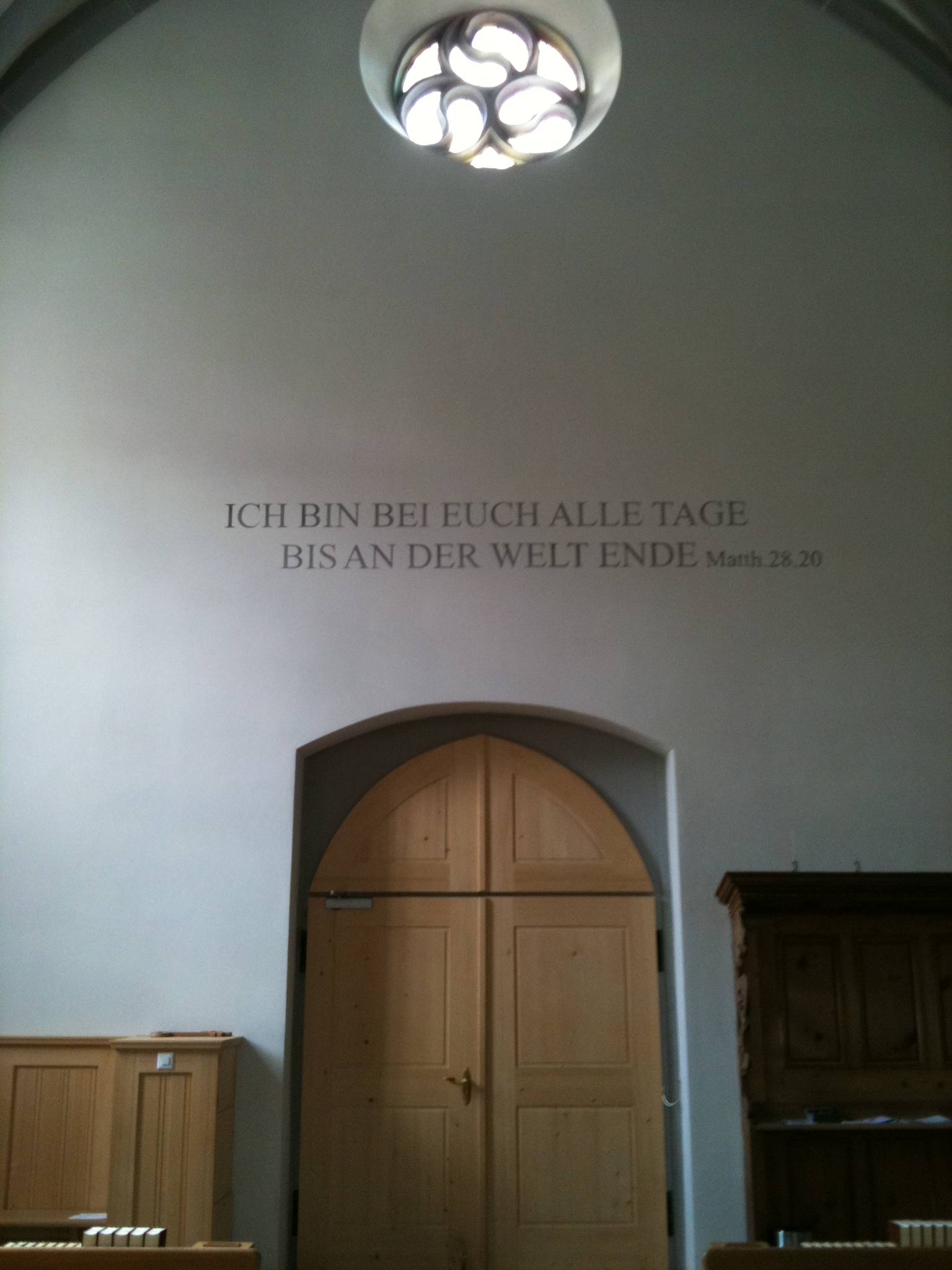
Bibelwort über dem Ausgang
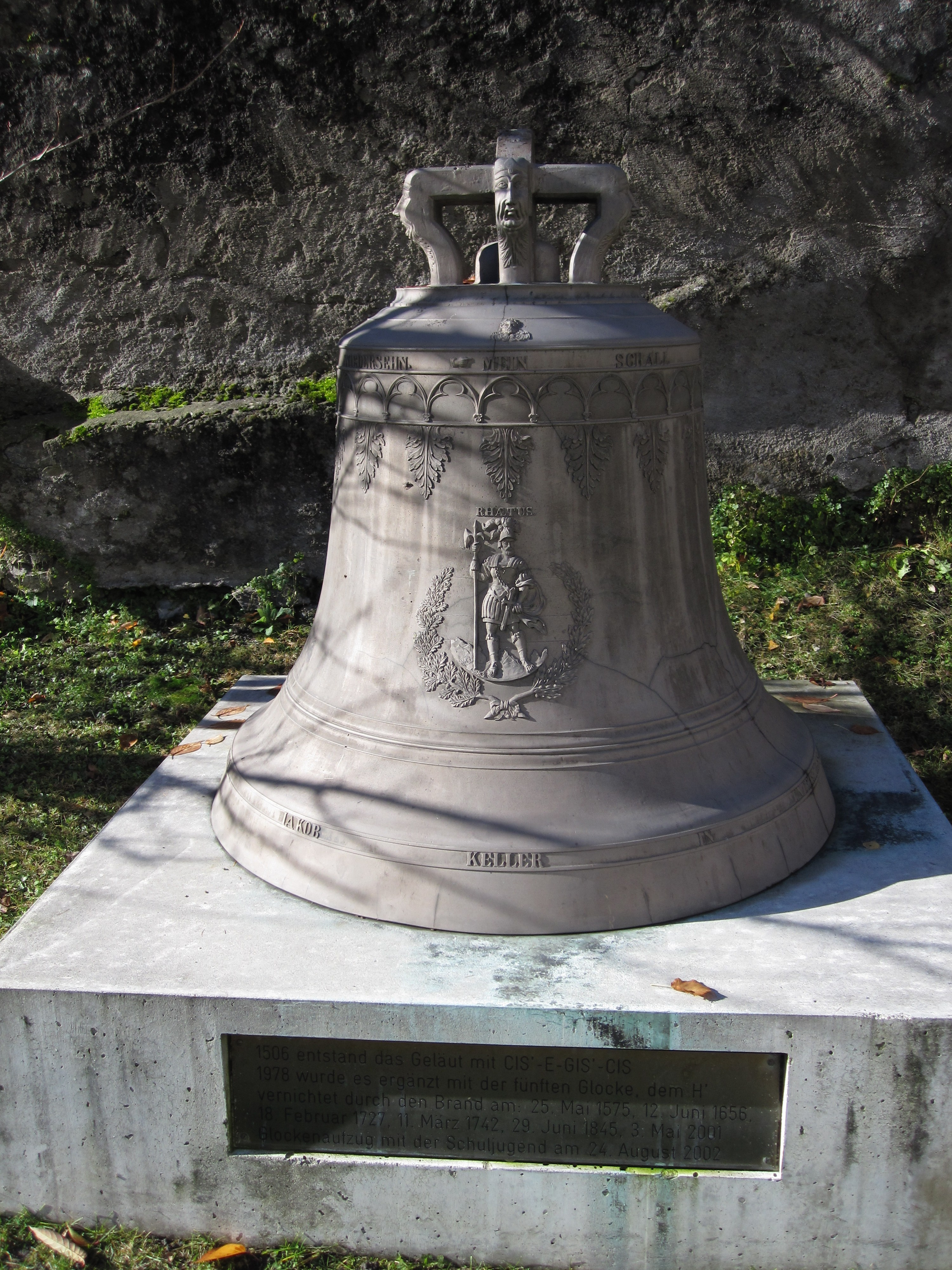
Alte Glocke vor der Kirche